# Retamas
Retamas es una localidad peruana del distrito de Parcoy, ubicado en la provincia de Pataz en el departamento de La Libertad.
Su población supera por poca diferencia a la de la capital provincial, Tayabamba.
Se ubica aproximadamente a unos 350 kilómetros al este de la ciudad de Trujillo. Cerca al pueblo de Retamas se encuentran las compañías mineras MARSA y CMH (Consorcio Minero Horizonte).